# Gonomyia aequispinosa
Gonomyia aequispinosa är en tvåvingeart som beskrevs av Alexander 1926. Gonomyia aequispinosa ingår i släktet Gonomyia och familjen småharkrankar.
Artens utbredningsområde är Paraguay. Inga underarter finns listade i Catalogue of Life.